# جوزپا بارباپیکولا

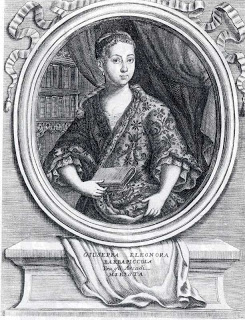
پرتره حکاکی جوزپا بارباپیکولا، اثر هنرمند ناپلی، فرانچسکو دگرادو

جوزپا الئونورا بارباپیکولا (۱۷۰۲ – حدود ۱۷۴۰) فیلسوف، شاعر و مترجم ایتالیایی بود. او بیشتر برای ترجمه‌ای که از اصول فلسفه رنه دکارت به ایتالیایی در سال ۱۷۲۲ انجام داده‌است، شناخته شده‌است. بارباپیکولا در مقدمه ترجمه خود از اصول فلسفه ادعا کرد که زنان برخلاف باور معاصرانش از نظر فکری پایین‌تر از سطح عادی نیستند، بلکه به دلیل عدم تحصیلاتشان اینچنین به‌نظر می‌رسد. دانشمندان ناپل، بارباپیکولا را فردی معرفی کردند که اندیشهٔ دکارتی را به ایتالیا آورد.

## زمینه
بارباپیکولا احتمالاً در ناپل به دنیا آمده‌است و به نظر می‌رسد که خانواده او در اصل اهل سالرنو بوده‌اند. عموی او توماسو ماریا آلفانی، واعظ تحسین شده دومینیکن در ناپل و کاتب جامباتیستا ویکو بود. اگرچه دربارهٔ والدین او چیزی در دست نیست، اما این موضوع که عمویش در تربیت و آموزش او تأثیر داشته، قابل طرح است.
او تحت عنوان میریستیک عضو آکادمی پاپی آرکادیا در بولونیا بود. وی اغلب اشعار خود را با همکاری دوست شاعرش، لوئیزا ویکو، منتشر می‌کرد.

## تحصیلات
هیچ اطلاعات مشخصی درخصوص تحصیلات رسمی بارباپیکولا وجود ندارد. با این‌حال، به‌نظر می‌رسد که وی بخش قابل توجهی از دانشش را از طریق مکالماتی که در سالن‌های ناپلی داشته فراهم کرده‌است. به‌طور خاص، به احتمال زیاد در خانه فیلسوف ایتالیایی جیامباتیستا ویکو بود که او بیشتر دانش خود را در آنجا به دست آورد، زیرا از مکاتبات او با دختر ویکو و با خود ویکو، می‌توان دریافت که ویکو پدر دوست صمیمی او، لوئیزا بود. او از دوستان نزدیک خانواده ویکو و یکی از اعضای برجسته محافل روشنفکری ناپل بود.

## مقدمه: نقش زنان و آموزش
بارباپیکولا در مقدمه طولانی ترجمه خود از اصول فلسفه رنه دکارت به ایتالیایی، که در سال ۱۷۲۲ منتشر شد، از توانمندی فکری زنان، حق آن‌ها برای آموزش قابل قبول و ادعای آن‌ها برای داشتن صدایی در گفتمان روشنفکری تحت سلطه مردان دفاع کرد. در این پیشگفتار که عنوان آن، «از مترجم به خواننده»است، او دکارت را خالق فلسفه‌ای معرفی می‌کند که از ذهن زنانه تجلیل کرده‌است. او با عذرخواهی شروع می‌کند و با ترجمه‌اش درمقابل استدلال‌هایی مانند آنچه هومر، هرودوت و کلود فلوری برای حقارت فکری زنان مطرح کرده‌اند، از زنان دفاع می‌کند. بارباپیکولا متعاقباً شرحی از دستاوردهای زنان در طول تاریخ ارائه می‌کند و به نمونه‌های متعددی از جمله به دافنه، دیوتیما، ملکه کریستینا و آن دایسر اشاره می‌کند. او همچنین به دنبال انتشار فلسفه دکارتی دکارت بود، کسی که به زنان اقتدار فکری می‌داد. او ترجمه را به ملکه الیزابت استوارت تقدیم کرد، که دکارت با او تبادل نظر فلسفی گسترده‌ای داشت.
از آنجایی که بارباپیکولا به‌دنبال متعادل‌کردن کمبودهای آموزش سنتی زنان درعرصهٔ «کتکیزم، خیاطی، کارهای کوچک متنوع، آواز، رقص، لباس مد، رفتار مؤدبانه و گفتار ادبی» است زنان را به عنوان ذینفعان ترجمه خود معرفی کرد.. وی همچنین به دنبال ارائه روش روشن و منسجم تحقیق فکری فلسفه دکارتی است. بارباپیکولا نشان داد که برای درک دکارت یا به طور کلی‌تر، برای تأمل در مسائل مهم فلسفی، نیازی به‌داشتن خون سلطنتی نیست. البته کار او فراتر از این بود، زیرا پیشگفتارش به طور همزمان تاریخ یادگیری زنان، تاریخ فلسفه و زندگی‌نامه بود.

## در فرهنگ عامه
در فصل ۴ سریال تلویزیونی آمریکایی فضای گسترده، یک سفینه فضایی نام بارباپیکولا را دارد که معمولاً به عنوان بارب(به انگلیسی: The Barb) شناخته می‌شود.